# Oncenter War Memorial Arena
Oncenter War Memorial Arena, también conocido como War Memorial at Oncenter (originalmente Onondaga County War Memorial es un estadio cubierto multifuicional localizado en Siracusa, Nueva York. Diseñado por el estudio de arquitectos Edgarton & Edgarton, se construyó entre 1949 y 1951, con un coste de 3 719 000 dólares, Tiene una capacidad para 8000 espectadores en partidos de baloncesto y 6159 en partidos de hockey sobre hielo. Fue incluido en 1988 en el Registro Nacional de Lugares Históricos.

## Historia
El Onondaga County War Memorial abrió sus puertas el 12 de septiembre de 1951, y se erigió en memoria de los 1600 fallecidos en acto de servicio durante la Primera Guerra Mundial. En sus orígenes, fue la sede de los Syracuse Warriors de la AHL y sobre todo de los Syracuse Nationals de la NBA, que compitieron como local entre la temporada 1951-52 hasta la temporada 1962-63. El partido más recordado es el séptimo y definitivo de las Finales de la NBA de 1955 entre los Nats y los Fort Wayne Pistons, que se resulvió con una apretada victoria 92-91 a favor de los locales, logrando su primer y único Campeonato de la NBA.
Fue la sede del All-Star Game de la NBA 1961, y también de la Frozen Four de hockey sobre hielo de la División I de la NCAA en 1967 y 1971.

## Eventos
A lo largo de su historia ha albergado innumerables conciertos de los grupos más importantes de la música actual. El grupo que más veces ha actuado en el recinto es Trans-Siberian Orchestra, pero también han actuado bandas como Hellyeah o Kiss o solistas como John Mayer o Bob Dylan.